# Hypecoum littorale
Hypecoum littorale là một loài thực vật có hoa trong họ Anh túc. Loài này được Wulfen mô tả khoa học đầu tiên năm 1788.